# Kresilas

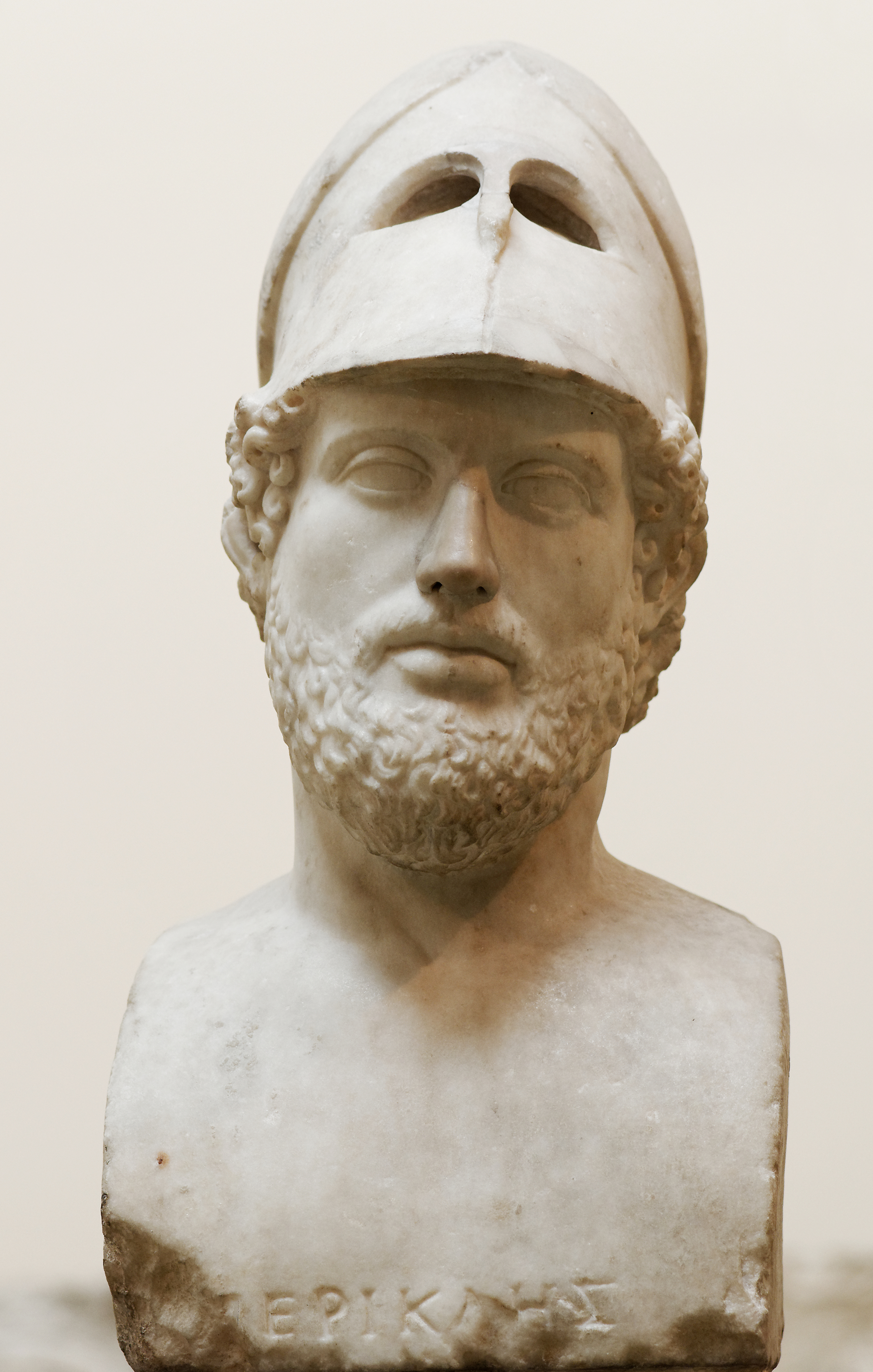
Portret Peryklesa – rzymska kopia z II w. n.e. według oryginału Kresilasa

Kresilas (Krezilas) (gr. Κρησίλας Krēsílas, łac. Cresilas) – rzeźbiarz grecki działający w V wieku p.n.e.  
Urodzony ok. 480 p.n.e., pochodził z Kydonii na Krecie i był uczniem Doroteosa. Pracował przede wszystkim w Atenach w czasach Peryklesa i zasłynął jako jego portrecista. Portretował także innych ateńskich strategów, takich jak Miltiades, Kimon, Ifikrates. Rozkwit jego twórczości przypadł na lata 440-430 p.n.e. Uczestnicząc jako rywal Fidiasza i Polikleta w konkursie na przedstawienie rannej amazonki dla Efezu, uzyskać miał trzecią lokatę. Według Pliniusza był twórcą posągu człowieka umierającego z ran, utożsamianego z umieszczoną na Akropolu statuą Diitrefesa przeszytego strzałami (opisaną przez Pauzaniasza).
Podobnie jak w przypadku wielu artystów doby klasycznej, nie zachowały się żadne jego oryginalne posągi, przypisuje mu się jednak autorstwo rzeźby Diomedesa (z monachijskiej Glyptoteki), tzw. Ateny Velletri, Meduzy Rondanini, Diany z Ariccii, posągu atlety, poety Anakreonta (z kopenhaskiej Glyptoteki). Twórczość jego przypuszczalnie cechowała pewna idealizacja przedstawień, gdyż zdaniem Pliniusza „ludzi szlachetnych umiał zrobić jeszcze szlachetniejszymi”.  

## Portret Peryklesa
Znany z 5 kopii (w Rzymie, Londynie, Berlinie, Monachium i Watykanie) portret Peryklesa przedstawia jedynie głowę, podczas gdy w oryginale wyobrażony był on jako stojący mężczyzna w uzbrojeniu, oparty na włóczni. Rzeźbę wykonano pośmiertnie i znajdowała się ona na ateńskim Akropolu. Zachowała się jedynie kopia rzymskiej hermy (z identyfikującą inskrypcją), przedstawiająca portretowanego w hełmie korynckim na głowie, z twarzą nacechowaną opanowaniem i spokojem.